# El Faro, Tamaulipas
El Faro är en ort i Mexiko.   Den ligger i kommunen Reynosa och delstaten Tamaulipas, i den nordöstra delen av landet, 800 km norr om huvudstaden Mexico City. El Faro ligger 41 meter över havet och antalet invånare är 101.
Terrängen runt El Faro är mycket platt. Runt El Faro är det ganska tätbefolkat, med 185 invånare per kvadratkilometer. Närmaste större samhälle är Ciudad Díaz Ordaz, 9,8 km väster om El Faro. Trakten runt El Faro består till största delen av jordbruksmark.